# Janez Stanovnik
Janez Stanovnik (pseudonym Tine Koren; 4. srpna 1922 – 31. ledna 2020) byl slovinský politik, právník a ekonom.

## Životopis
Janez Stanovnik se narodil v Lublani jako druhé ze sedmi dětí, jeho otec byl právník politicky činný v řadách Slovinské lidové strany. Stanovnik studoval gymnázium, kde byli jeho spolužáky také Janko Smole (pozdější premiér) nebo skladatel Uroš Krek. Stanovnik se stýkal se členy křesťansko-socialistického sdružení Zarja Edvarda Kocbeka a Boga Grafenauera. V roce 1940 nastoupil Stanovnik na právnickou fakultu Univerzity v Lublani, práva ale dokončil až po válce na Univerzitě v Bělehradě.
Mimo to byl členem redakce Kocbekova revue Dejanje. Svou první politickou řeč učinil Stanovnik v reakci na přistoupení Jugoslávie k Paktu tří 25. března 1941. Do Osvobozenecké fronty se zapojil ihned po jejím zformování. Z italského zajetí se dostal díky svému breviáři a růženci, když Italy přesvědčil, že je student náboženství, a ne komunista. V únoru 1942 se přidal k partyzánům.
V únoru 1944 vstoupil do komunistické strany, od dubna 1944 do května 1945 byl členem zemské rady v kraji Primorska. Za manželku si vzal partyzánskou spolubojovnici Marju, se kterou měl dva syny – Aleše a Tineta.
Od konce války strmě stoupala jeho politická kariéra. V roce 1947 se zúčastnil mírové konference v Paříži, v roce 1952 se stal ekonomickým zástupcem Jugoslávie při ústředí OSN v New Yorku. Do Jugoslávie se vrátil v roce 1956, od roku 1958 byl federálním poslancem a poté ředitelem Institutu pro mezinárodní politiku a ekonomii v Bělehradě, do Lublaně se vrátil v roce 1962, několik měsíců byl v roce 1964 dokonce děkanem ekonomické fakulty tamější univerzity. V roce 1965 působil jako zvláštní poradce UNCTAD (Konference OSN o obchodu a rozvoji). Poté se stal v roce 1966 členem federální vlády. V letech 1967 až 1983 byl výkonným tajemníkem Evropské hospodářské komise OSN. V květnu 1988 se stal předsedou Předsednictva Socialistické republiky Slovinsko. Počáteční pohodlnost funkce vystřídá tlak, když se u něj střídají zástupci Výboru pro ochranu lidských práv a Jugoslávské lidové armády. Stanovnik přivedl zemi k prvním demokratickým volbám a v roce 1990 předal funkci předsedy Předsednictva Milanu Kučanovi.
Na čas se stáhl z veřejného života, do kterého se vrátil v roce 2002, kdy obdržel státní vyznamenání – zlatý Čestný řád svobody, o rok později pak vyjádřil veřejnou podporu vstupu Slovinska do EU a NATO. Janez Stanovnik byl předsedou Svazu sdružených bojovníků národněosvobozeneckého boje.